# Tasiocera occidentalis
Tasiocera occidentalis là một loài ruồi trong họ Limoniidae. Chúng phân bố ở miền Australasia.